# Телефонний провулок (Житомир)
Телефонний провулок — провулок у Корольовському районі Житомира.

## Розташування
Провулок розташований в Східному мікрорайоні, на теренах історичної місцевості Путятинка. Місцевість, де пролягає провулок також відома за неофіційною назвою Кавказ. Її також називали Горбом. У 1920 — 1950-х роках щодо даної місцевості вживалася офіційна назва — хутір Леніна. Провулок бере початок з вулиці Вітрука. Прямує на захід. Завершується у 5-му Польовому провулку.

## Історія
До 1997 року безіменний проїзд. У 1997 році отримав чинну назву. Забудова провулка сформувалася у другій половині ХХ ст. 